# 海南对囊蕨
海南对囊蕨（学名：Deparia hainanensis）也称海南网蕨，为蹄盖蕨科对囊蕨属下的一个种。其种加词“hainanensis”意为“海南的”。